# Cataenococcus phoradendri
Cataenococcus phoradendri är en insektsart som först beskrevs av Cockerell in Wheeler 1912.  Cataenococcus phoradendri ingår i släktet Cataenococcus och familjen ullsköldlöss. Inga underarter finns listade i Catalogue of Life.